# PME magazine
Ne doit pas être confondu avec PME (magazine).
PME Magazine est un magazine suisse traitant de l'économie, notamment des petites et moyennes entreprises.
Créé en 1979 et paraissant à un rythme mensuel, le journal est repris en 1989 par le groupe Handelszeitung.